# Leila Abasidze
Leila Abasidze, grúzul: ლეილა აბაშიძე (Tbiliszi, 1929. augusztus 1. – Tbiliszi, 2018. április 8.) grúz színésznő, filmrendező, forgatókönyvíró. A legnépszerűbb grúz színésznők egyike volt; gyakran „a Szovjetunió Mary Pickfordja” névvel illették.

## Pályafutása
1951-ben végzett a Tbiliszi Rusztaveli Színházi Intézetben. 1940-től a tbiliszi filmstúdiónak dolgozott, és 1958-tól a filmes egyesület tagja volt.
Gyermekszínészként a Qajana című filmben debütált 1941-ben, de az 1954-es Szitakötő című vígjáték tette népszerűvé a Szovjetunióban és Európában. Sokáig vígjátéki szerepkörben tudták csak elképzelni, de ez az előítélet eloszlott, miután a Maia Tskneteli című történelmi drámában kapott szerepet (1959). Egyik legnagyobb kereskedelmi sikerét a Shekhvedra tsarsultan (1966) című drámában aratta, amelyért a Leningrádban tartott össz-szövetségi filmfesztiválon a legjobb színésznő díját kapta 1968-ban.
Rendezőként, forgatókönyvíróként és főszereplőként jegyezte a Tbilisi-Parizi-Tbilisi (1980) című filmet.

## Filmjei
- Qajana (1941)
- Oqros biliki (1945)
- Akakis akvani (1947)
- Szökik a menyasszony (1948)
- Gazapkhuli Sakenshi (1951)
- Hegyekből jöttek (1954)
- Szitakötő (1954)
- Az élet küszöbén (1956)
- Kötekedő Lia (1956)
- Sad aris sheni bedniereba Mzia? (1959)
- Maia Tskneteli (1959)
- Amak va qizil gül (1963)
- Khevisberi Gocha (1964)
- Baleset (1965)
- Shekhvedra mtashi (1966)
- Shekhvedra tsarsultan (1966)
- Molodini (1969)
- Didostatis Marjvena (1969)
- Namdvili tbiliselebi da skhvebi (1976)
- Cinema (1977)
- Tbilisi-Parizi-Tbilisi (1980)
- Körforgás (1987)
- Zvaraki (1990)

## Díjai és kitüntetései
- Grúzia érdemes művésze (1958)[3]
- A Munka Vörös Zászló Érdemrendje (1961)[7]
- A Csecsen-Ingus ASZSZK népi művésze (1964)[7]
- A Grúz SZSZK népi művésze (1965)[7]
- Legjobb színésznő díja, Leningrád, 1968[8]
- Tbiliszi díszpolgára (2010)[7]

## Fordítás
Ez a szócikk részben vagy egészben  a   Leila Abashidze című angol Wikipédia-szócikk ezen változatának fordításán alapul.  Az eredeti cikk szerkesztőit annak laptörténete sorolja fel. Ez a jelzés csupán a megfogalmazás eredetét és a szerzői jogokat jelzi, nem szolgál a cikkben szereplő információk forrásmegjelöléseként.